# Athemus lohitensis
Athemus lohitensis is een keversoort uit de familie soldaatjes (Cantharidae). De wetenschappelijke naam van de soort werd in 1960 gepubliceerd door Wittmer.